# Esther Cremer
Esther Cremer (ur. 29 marca 1988 w Kolonii) – niemiecka lekkoatletka specjalizująca się w długich biegach sprinterskich, wicemistrzyni Europy z Barcelony (2010) w sztafecie 4 × 400 metrów.
Jej trenerem był Sławomir Filipowski.

## Sukcesy sportowe
- 2007 – Hengelo, mistrzostwa Europy juniorów – brązowy medal w sztafecie 4 × 400 m
- 2009 – Kowno, młodzieżowe mistrzostwa Europy – srebrny medal w sztafecie 4 × 400 m
- 2009 – Berlin, mistrzostwa świata – IV miejsce w sztafecie 4 × 400 m
- 2010 – Barcelona, mistrzostwa Europy – srebrny medal w sztafecie 4 × 400 m
- wielokrotna mistrzyni Niemiec

W 2012 reprezentowała Niemcy na igrzyskach olimpijskich w Londynie, na których, wraz z koleżankami z reprezentacji, odpadła w eliminacjach sztafety 4 × 400 metrów.

## Rekordy życiowe
- bieg na 200 metrów – 23,10 – Ratyzbona 15/08/2010
- bieg na 400 metrów – 51,62 – Ulm 06/07/2013
- bieg na 400 metrów (hala) – 52,44 – Lipsk 22/02/2014